# David Bonvehí
 (mai 2019).
Si vous disposez d'ouvrages ou d'articles de référence ou si vous connaissez des sites web de qualité traitant du thème abordé ici, merci de compléter l'article en donnant les références utiles à sa vérifiabilité et en les liant à la section « Notes et références ».
David Bonvehí i Torras (né en 1979 à Camps, Fonollosa) est un avocat et un homme politique catalan, député au Parlement de Catalogne. Depuis le 22 juillet 2018, c’est le président du Parti démocrate européen catalan.